# Miletus heracleion
Miletus heracleion är en fjärilsart som beskrevs av William Doherty 1891. Miletus heracleion ingår i släktet Miletus och familjen juvelvingar. Inga underarter finns listade i Catalogue of Life.